# Clubiona submaculata
Clubiona submaculata este o specie de păianjeni din genul Clubiona, familia Clubionidae. A fost descrisă pentru prima dată de Thorell, 1891.
Este endemică în Nicobar Is.. Conform Catalogue of Life specia Clubiona submaculata nu are subspecii cunoscute.